# Dextrogiro

Espiral hiperbólica dextrogira

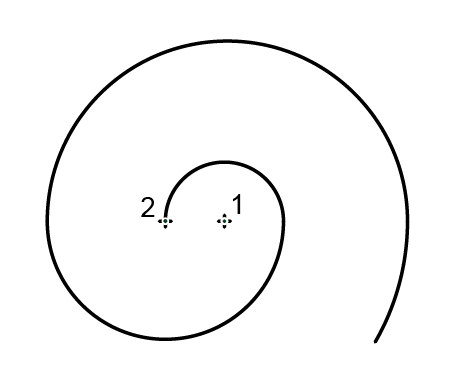
Falsa espiral de dois centros dextrogira

Dextrogiro, dextrovolúvel ou  dextrorso é a qualidade dos elementos curvos que giram  ou se voltam para a direita.
No sistema referencial cartesiano, esta nomenclatura também é válida para a regra da mão direita.
Na síntese química, substâncias compostas por dois isômeros, a partir do centro quiral, podem ser denominadas: dextrogira e levogira.